# ناتالی نی شی
ناتالی نی شی (چینی: 石妮؛ زادهٔ ۹ مهٔ ۱۹۸۳) خواننده اپرا و بازیگر اهل کانادا است.